# Gibraltar Phoenix Football Club
Maillots
Le Gibraltar Phoenix Football Club est un club de football basé à Gibraltar. Fondé en 2011, il évolue en première division gibraltarienne depuis la saison 2017-2018.

## Histoire
Le club est fondé en 2011 par Nicholas Gaiviso. Il intègre le championnat de deuxième division lors de la saison 2012-2013. Dès sa première saison, le club termine à la deuxième place du championnat lui permettant d'être promu en première division.
Pour sa première saison dans l'élite, le club termine à la huitième et dernière place du championnat sans avoir marqué le moindre point en 14 rencontres et retrouve la deuxième division.
Les deux saisons suivantes, le club termine à la 4e puis à la 3e place du championnat, juste derrière la deuxième place synonyme de barrage de promotion en première division. La troisième est finalement la bonne, Gibraltar Phoenix remportant le championnat avec quatorze victoires pour deux défaites et avec trois points d'avance sur le Bruno's Magpies.
Le club se retire de la première division à l'été 2019 en raison d'un manque de financement.

## Bilan sportif

### Palmarès
- Championnat de Gibraltar de football D2 (1)
  - Champion en 2017.
  - Vice-champion en 2013.

- Coupe de Second Division (1)
  - Vainqueur en 2017.

### Bilan par saison
| Saison    | Championnat | Championnat | Championnat | Championnat | Championnat | Championnat | Championnat | Championnat | Championnat | Championnat | Coupe de Gibraltar | Coupe de la Ligue |
| Saison    | Division    | Pos         | Pts         | J           | V           | N           | D           | BP          | BC          | Diff        | Coupe de Gibraltar | Coupe de la Ligue |
| --------- | ----------- | ----------- | ----------- | ----------- | ----------- | ----------- | ----------- | ----------- | ----------- | ----------- | ------------------ | ----------------- |
| 2012-2013 | 2e          | 2e          | 36          | 18          | 11          | 3           | 4           | 53          | 26          | +27         | Quarts de finale   | N/A               |
| 2013-2014 | 1re         | 8e          | 0           | 14          | 0           | 0           | 14          | 9           | 94          | -85         | Premier tour       | Phase de groupes  |
| 2014-2015 | 2e          | 4e          | 51          | 26          | 16          | 3           | 7           | 66          | 43          | +23         | Deuxième tour      | N/A               |
| 2015-2016 | 2e          | 3e          | 47          | 22          | 14          | 5           | 3           | 67          | 17          | +50         | Deuxième tour      | N/A               |
| 2016-2017 | 2e          | 1er         | 42          | 16          | 14          | 0           | 2           | 82          | 10          | +72         | Demi-finales       | N/A               |
| 2017-2018 | 1re         | 6e          | 30          | 27          | 8           | 6           | 13          | 34          | 47          | -13         | Quarts de finale   | N/A               |
| 2018-2019 | 1re         | 5e          | 43          | 27          | 13          | 4           | 10          | 42          | 34          | +8          | Demi-finales       | N/A               |

## Identité visuelle

Ancien logo
Logo actuel